# Blizzard of Ozz
Blizzard of Ozz — перший сольний альбом Оззі Осборна, який був випущений 20 вересня 1980 року.

## Список пісень
1. «I Don't Know» — 5:16
2. «Crazy Train» — 4:57
3. «Goodbye to Romance» — 5:36
4. «Dee» — 0:50
5. «Suicide Solution» — 4:20
6. «Mr. Crowley» — 4:57
7. «No Bone Movies» — 3:58
8. «Revelation (Mother Earth)» — 6:09
9. «Steal Away (The Night)» — 3:28